# Love Again (The Kid Laroi)
Love Again è un singolo del rapper australiano The Kid Laroi pubblicato il 27 gennaio 2023 dalla Columbia come primo estratto dal suo primo album in studio The First Time.

## Descrizione
La canzone parla di un amore passato, chiedendosi se potrebbe tornare oppure no; canta le parole sul suono di una chitarra acustica.

## Tracce
Testi di Charlton Howard, Henry Russell Walter, Omer Fedi, Billy Walsh, musiche di Henry Russell Walter, Omer Fedi.
1. Love Again – 2:26